# Фенлон, Иэн
Иэн Фе́нлон (англ. Iain Fenlon, р. 26 октября 1949, Prestbury, Чешир) — британский музыковед-историк. Специализируется на западноевропейской (преимущественно итальянской) музыке Возрождения и раннего барокко.

## Очерк биографии и творчества
Защитил докторскую диссертацию в Кембриджском университете в 1977 г. Стажировался в университете Бирмингема (1974-75), во флорентийском Центре исследований итальянского Ренессанса «Villa I Tatti» (1975-76), в Королевском колледже Кембриджа (1976-83). С 1996 г. преподаёт (профессор) историю музыки в Королевском Колледже Кембриджского университета. Приглашённый профессор в различных учебных заведениях Европы (в том числе в парижской «École Normale Supérieure», 1998-99) и США. Почётный хранитель музыкальной коллекции в Музее Фицуильяма (Кембридж).
Фенлон — автор многих статей и нескольких монографий, из которых наиболее известен двухтомник «Музыка и патронаж в Мантуе XVI века» (1980-82). Один из основателей (1981) и главный редактор ежегодника «Early Music History» — авторитетного научного журнала, посвящённого старинной музыке. Фенлон известен также как редактор нотных изданий старинной музыки  и составитель научных каталогов музыкальных собраний Бирмингемского университета и Музея Фицуильяма.

## Сочинения

### Монографии
- Catalogue of the printed music and music manuscripts before 1801 in the Music Library of the University of Birmingham. London, 1976.
- Music and patronage in sixteenth-century Mantua. 2 vls. Cambridge, 1980, 1982.
- (соавтор J. Haar). The Italian madrigal in the early sixteenth-century. Cambridge, 1988.
- Music, print and culture in early sixteenth-century Italy. London, 1995.
- The ceremonial city: history, memory and myth in Renaissance Venice. New Haven, 2007.
- Piazza San Marco. Cambridge (Mass.), 2009 (научно-популярное издание из серии «Wonders of the World»)

### Статьи (выборка)
- (соавтор J. Haar) A Source for the Early Madrigal // JAMS, 33 (1980), pp.164-80.
- Music and Italian Renaissance Painting // Companion to Medieval and Renaissance Music, ed. by D.Fallows and T.Knighton. London, 1992), pp.189-209.
- Heinrich Glarean’s Books // Music in the German Renaissance, ed. J. Kmetz. Cambridge, 1994, pp.74-102.
- Giaches de Wert: the Early Years // RBM 42 (1998), pp.377-97.
- Music and Culture in Late Renaissance Italy. Oxford, 2002 (сборник статей разных лет)

### Редактирование сборников
- Music in medieval and early modern Europe: patronage, sources, and texts, ed. by Iain Fenlon. Cambridge (Mass.), 1981.
- Studi marenziani / a cura di Iain Fenlon e Franco Piperno. Venezia: Fondazione Levi, 2003.